# Международный олимпийский комитет
Междунаро́дный олимпи́йский комите́т (акрон. МОК, фр. Comité international olympique, англ. International Olympic Committee) — международная организация, созданная для возрождения Олимпийских игр и пропаганды олимпийского движения. Штаб-квартира комитета находится в Лозанне (Швейцария).
МОК основан по инициативе барона Пьера де Кубертена 23 июня 1894 года в Париже (Франция) с целью возрождения и организации Олимпийских игр. Первым президентом МОК стал грек Деметриус Викелас.
Официальные языки — английский и французский. Девиз — «Быстрее, выше, сильнее» (лат. Citius, altius, fortius) был изменён 20 июля 2021 года на «Быстрее, выше, сильнее — вместе» (Citius, altius, fortius — communiter). Ежегодно 23 июня празднуется Международный Олимпийский день.

## Миссия и роль
Роль МОК — руководство олимпийским движением и развитие Олимпийских игр в соответствии с Олимпийской хартией. МОК определяет порядок и правила включения какого-либо вида спорта в программу Олимпийских игр, отмечает вклад в развитие олимпийского движения награждением Олимпийским орденом или дипломом и т. п. Он поощряет организацию и развитие спорта и спортивных соревнований, обеспечивает регулярное проведение Олимпийских игр.
МОК несёт ответственность за юридическую защиту олимпийского символа, флага и девиза. Ему принадлежат все права на Олимпийские игры. В то же время функции организации проведения Олимпийских игр осуществляет не МОК, а Организационный комитет, созданный в стране проведения игр.

## Финансирование
Единственный источник финансирования МОК — это частный сектор.
До 1984 года до 80 % бюджета МОК зарабатывал на лотереях и продаже памятных монет. Начиная с Олимпиады в Лос-Анджелесе основной доход стали приносить продажи прав на телетрансляцию и спонсорско-лицензионная деятельность. В ходе реформ, проводимых при Хуан-Антонио Самаранче, МОК была основана программа олимпийского партнёрства TOП, рассчитанная на крупные международные корпорации. За значительные деньги спонсоры стали получать эксклюзивный статус партнёра Игр. Отдельная компания занялась продвижением олимпийской символики. МОК начал плотно работать с крупными спортивными фирмами, продвигая товары не только для профессионального, но и для массового спорта.
Если по состоянию на начало 2010 года доходы МОК распределялись следующим образом: доходы от продажи прав на трансляцию Олимпийских игр (53 % от общего объёма), от спонсоров (34 %), от продажи билетов (11 %) и от лицензирования (2 %), то за период с 2012 года по 2016 год 73 % поступлений приходилось на продажу прав на телетрансляции.
Выручка МОК в 2008 году составила $2,4 млрд. Общий доход МОК за 2013—2016 годы составил 5,7 млрд долларов.
Заработанные МОК деньги идут на поддержку олимпийского движения. Их получают национальные олимпийские комитеты, отдельные спортсмены в виде стипендий и возмещения организационных расходов, некоторые непопулярные для спонсоров виды спорта. 10 % доходов МОК оставляет на содержание своего аппарата.

## Процесс принятия решений
Полномочия МОК осуществляются его органами, а именно: сессией, исполнительным комитетом и президентом.
Сессия является общим собранием членов МОК. Членами МОК, вопреки расхожему мнению, являются не Олимпийские комитеты стран-участниц, а физические лица. 70 человек не имеют никакого вообще отношения к Олимпиаде в плане представления стран, 15 действующих спортсменов, 5 представителей ОК стран и т. д.
Сессия является высшим органом МОК, и её решения окончательны. Проводится не реже 1 раз в год. Сессия проводится дважды в тот год, когда проводятся Олимпийские игры.
Внеочередная (чрезвычайная) сессия МОК может быть созвана Президентом или по письменному требованию не менее 35 членов МОК.
Сессия обладает следующими полномочиями:
- Принимать или вносить поправки в Олимпийскую хартию.
- Выбирать членов МОК, почётного президента, почётных членов и членов почёта.
- Выбирать президента, вице-президентов и всех прочих членов Исполкома МОК.
- Выбирать город-организатор Олимпийских игр.
- Утверждать ежегодный отчёт и бюджет МОК.

Необходимый кворум на Сессии составляет половину всех членов МОК плюс один. Решения Сессии принимаются простым большинством голосов; однако для внесения изменений в основополагающие принципы Олимпизма, в правила Олимпийской хартии или в другие положения, оговорённые в Олимпийской хартии, требуется большинство — две трети голосов. Каждый член МОК имеет один голос. При подсчёте голосов не принимаются в расчёт воздержавшиеся, а также пустые или испорченные бюллетени. Голосование по доверенности не разрешается. Тайное голосование проводится в случаях, когда это предусматривается Олимпийской хартией, или по решению председательствующего, или по просьбе не менее четверти присутствующих членов МОК. При равенстве голосов решение принимает председатель.
Официальные языки МОК — английский и французский.

## Членство
При создании МОК в его состав вошли 13 человек, выбранных Кубертеном.
Членами МОК являются не национальные олимпийские комитеты, а физические лица в количестве не более 115 человек, из которых 70 членов не связаны с какой-то определённой должностью или видом деятельности, 15 членов являются действующими спортсменами, 15 членов представляют международные спортивные федерации или их ассоциации и 15 членов представляют национальные олимпийские комитеты или их ассоциации. Долгое время членами МОК были только мужчины, женщины впервые были избраны членами МОК лишь в 1981 году. Новые члены принимаются на сессии МОК.
Члены МОК не представляют свои страны в комитете, а, напротив, являются представителями олимпийского движения в своих странах (что предполагает их независимость от государственных органов). Национальные олимпийские комитеты действуют на основе признания МОК.
В 2011 году в МОК было 110 членов и 28 почётных членов, 3 из которых представляли Россию — В. Г. Смирнов (с 1971), Ш. А. Тарпищев (с 1994), А. В. Попов (с 2008).
По состоянию на начало 2016 года, всего насчитывается 206 национальных олимпийских комитетов, признанных МОК. Из них 193 представляют государства-члены ООН, а ещё 13 (Американское Самоа, Аруба, Бермудские Острова, Британские Виргинские острова, Виргинские Острова (США), Гонконг, Гуам, Острова Кайман, Острова Кука, Государство Палестина, Пуэрто-Рико, Республика Косово, Китайский Тайбэй) представляют другие территории с различным статусом.
Национальные олимпийские комитеты всех признанных ООН государств имеют и признание МОК. Каждый из национальных олимпийских комитетов входит в соответствующую континентальную олимпийскую ассоциацию:
- Африка — ANOCA (англ. Association of National Olympic Committees of Africa — Ассоциация национальных олимпийских комитетов Африки)
- Америка — PASO (англ. Pan American Sports Organization — Панамериканская спортивная организация)
- Азия — OCA (англ. Olympic Council of Asia — Олимпийский совет Азии)
- Европа — EOC (англ. European Olympic Committees — Европейские олимпийские комитеты)
- Океания — ONOC (англ. Oceania National Olympic Committees — Национальные олимпийские комитеты Океании)

Олимпийский комитет Российской Федерации создан в 1989, признан МОК в 1993. Он является правопреемником Олимпийского комитета СССР, который был признан МОК в 1951 году.

## Исполнительный комитет
| Должность            | Имя                        | Страна    |
| -------------------- | -------------------------- | --------- |
| Почётный президент   | Жак Рогге                  | Бельгия   |
| Президент            | Томас Бах                  | Германия  |
| Вице-президент       | Анита Дефранц              | США       |
| Вице-президент       | Юй Цзайцин                 | Китай     |
| Вице-президент       | Хуан Сымянь (Ын Сер Мианг) | Сингапур  |
| Вице-президент       | Джон Коутс                 | Австралия |
| Генеральный директор | Кристоф Де Кеппер          | Бельгия   |
| Член                 | Робин Митчелл              | Фиджи     |
| Член                 | Николь Хувертц             | Аруба     |
| Член                 | Денис Освальд              | Швейцария |
| Член                 | Ненад Лалович              | Сербия    |
| Член                 | Кирсти Ковентри            | Зимбабве  |
| Член                 | Иво Ферриани               | Италия    |
| Член                 | Фейсал ибн Хусейн          | Иордания  |
| Член                 | Наваль Эль-Мутавакель      | Марокко   |
| Член                 | Микаэла Коюангко-Яворски   | Филиппины |
| Член                 | Херардо Вертхейн           | Аргентина |

## Комиссии, комитеты и структуры
В МОК действует свыше 20 комиссий, а также 3 комитета — организационный, исполнительный и антидопинговый. .
| Комиссия/комитет                                                        | Название на английском                                                   | Год создания | Председатель              |
| ----------------------------------------------------------------------- | ------------------------------------------------------------------------ | ------------ | ------------------------- |
| Исполнительный комитет                                                  | IOC Executive Board                                                      | 1921         | Томас Бах                 |
| Комиссия спортсменов                                                    | Athletes’ Commission                                                     | 1981         | Клаудия Бокель            |
| Комиссия по взаимоотношениям спортсменов                                | Athletes’ Entourage Commission                                           |              | Сергей Бубка              |
| Комитет по аудиту                                                       | Audit Committee                                                          |              | Пьер-Оливье Бекерс-Вьёжан |
| Комиссия по коммуникациям                                               | Communications Commission                                                |              | Камил Эйрлингс            |
| Координационная комиссия Пхёнчхан-2018                                  | Coordination Commission For PyeongChang 2018                             |              | Гунилла Линдберг          |
| Координационная комиссия Токио-2020                                     | Coordination Commission For Tokyo 2020                                   |              | Джон Коатс                |
| Координационная комиссия Буэнос-Айрес-2018                              | Coordination Commission YOG Buenos Aires 2018                            |              | Фрэнк Фредерикс           |
| Комиссия по культуре и олимпийскому наследию                            | Culture and Olympic Heritage Commission                                  |              | Ламбис Николау            |
| Delegate Members                                                        | Delegate Members                                                         |              | Патрик Хики               |
| Комиссия по этике                                                       | Ethics Commission                                                        | 1999         | Юссуфа Ндиай              |
| Оценочная комиссия ЮОИ-2020                                             | Evaluation Commission YOG 2020                                           |              | Ян Ян (A)                 |
| Оценочная комиссия ЗОИ-2022                                             | Evaluation Commission Olympic Winter Games 2022                          |              | Александр Жуков           |
| Финансовая комиссия                                                     | Finance Commission                                                       |              | Ын Сер Мианг              |
| Комиссия по выборам членов МОК                                          | IOC Members Election Commission                                          |              | Принцесса Анна            |
| Представители МОК в исполкоме и Совете учредителей ВАДА                 | IOC Representatives on the WADA Executive Committee and Foundation Board |              | Крэйг Риди                |
| Комиссия по правовым делам                                              | Legal Affairs                                                            |              | Джон Коатс                |
| Комиссия по маркетингу                                                  | Marketing Commission                                                     |              | Цунэкадзу Такэда          |
| Комиссия по медицине и науке                                            | Medical And Scientific Commission                                        |              | Угур Эрденер              |
| Комиссия по олимпийскому образованию                                    | Olympic Education Commission                                             |              | Филип Крэйвен             |
| Комиссия по олимпийской программе                                       | Olympic Programme Commission                                             |              | Франко Карраро            |
| Комиссия по олимпийской солидарности                                    | Olympic Solidarity Commission                                            | 1981         | Ахмед аль-Фахад ас-Сабах  |
| Комиссия по связям с общественностью и социальному развитию через спорт | Public Affairs And Social Social Development Through Sport               |              | Марио Песканте            |
| Комиссия «Спорт и активное общество»                                    | Sport And Active Society Commission                                      | 1983         | Сэм Рамсами               |
| Комиссия «Развитие и наследие»                                          | Sustainability and Legacy Commission                                     | 1995         | Альбер II                 |
| Комиссия «Женщины в спорте»                                             | Women In Sport Commission                                                | 2004         | Лидия Нсекера             |
| Олимпийский канал                                                       | Olympic Channel                                                          |              | Лэрри Пробст              |
| Olympic Channel Services S.A. (Швейцария)                               | Olympic Channel Services S.A.                                            |              | Томас Бах                 |
| Olympic Broadcasting Services S.A. (Швейцария)                          | Olympic Broadcasting Services S.A.                                       |              | Ричард Паунд              |

## Президенты МОК
Все президенты МОК были европейцами, кроме Брендеджа и Ковентри. Президент МОК избирается на 8 лет. Он имеет право переизбраться на последующие 4 года.
| Президенты                            | Страна    | Годы президентства          | Примечания |
| ------------------------------------- | --------- | --------------------------- | --- |
| Деметриус Викелас                     | Греция    | 1894—1896                   | |
| Барон Пьер де Кубертен                | Франция   | 1896—1916 и 1919—1925       | Почётный Президент МОК с 1925 по 1937 |
| Барон Годфруа де Блоне                | Швейцария | 1916—1919 (и. о.)           | |
| Граф Анри де Байе-Латур               | Бельгия   | 1925—1942                   | |
| Сигфрид Эдстрём                       | Швеция    | 1946—1952 (и. о. 1942—1946) | |
| Эвери Брендедж                        | США       | 1952—1972                   | Первый президент МОК, ранее участвовавший в Олимпийских играх как спортсмен                                                                     |
| Лорд Майкл Моррис, 3-й барон Килланин | Ирландия  | 1972—1980                   | |
| Маркиз Хуан Антонио Самаранч          | Испания   | 1980—2001                   | Почётный Президент МОК с 2001 по 2010 |
| Граф Жак Рогге                        | Бельгия   | 2001—2013                   | Первый президент МОК, ранее неоднократно участвовавший в Олимпийских играх как спортсмен (1968, 1972 и 1976). Почётный президент с 2013 по 2021 |
| Томас Бах                             | Германия  | 2013—2025                   | Первый президент МОК, ранее ставший олимпийским чемпионом (1976, фехтование)                                                                    |
| Кирсти Ковентри                       | Зимбабве  | 2025—н.в.                   | Первая женщина-президент МОК; двукратная олимпийская чемпионка (2004 2008). Вступит в должность 24 июня.                                        |

## Критика
В сентябре 2023 года президент РФ Владимир Путин заявил о том, что руководство МОК искажают идеи Пьера де Кубертена о спорте вне политики. По его мнению, произошла неприемлемая коммерциализация спорта, и Олимпиады стали заложниками финансовых интересов. Само олимпийское движение продолжает деградировать, не выполняя своих важнейших функций по объединению людей.